# کوتل (لاونبورگ)
کوتل (به آلمانی: Köthel) یک شهر در آلمان است که در هرتسوگتوم لاونبورگ واقع شده‌است.
 کوتل  ۲۹۴ نفر جمعیت دارد.